# Obesidade no Reino Unido
A obesidade no Reino Unido é um problema de saúde contemporâneo significativo, as autoridades afirmam que a obesidade é umas das principais causas de morte evitáveis . Em fevereiro de 2016, o ex-secretário de Saúde Jeremy Hunt descreveu o aumento das taxas de obesidade infantil como uma "emergência nacional".
Dados da pesquisa Health Survey for England (HSE) realizada em 2018 indicaram que 31% dos adultos no Reino Unido tinham um Índice de Massa Corporal (IMC) superior a 30, sendo identificados como clinicamente obesos. 63% dos adultos foram classificados com sobrepeso ou obesidade (índice de massa corporal de 25 ou mais), em comparação com 53% em 1993.  Mais de dois terços dos homens e 6 em cada 10 mulheres estavam com sobrepeso ou obesos.  15% das crianças com idade entre 2 e 15 anos (inclusive) eram obesas e outros 13% das crianças estavam acima do peso.
Os níveis crescentes de obesidade são um grande desafio para a saúde pública. Espera-se que haja mais 11 milhões de adultos obesos no Reino Unido até 2030, acumulando até 668.000 casos adicionais de diabetes mellitus, 461.000 casos de doença cardíaca e derrame, 130.000 casos de câncer, com custos médicos associados com a perspectiva de aumento em £ 1,9– 2,0 bilhões por ano até 2030. As taxas de obesidade em adultos quase quadruplicaram nos últimos 25 anos.
Combinando três anos de dados (2012, 2013 e 2014), a Public Health England identificou Barnsley, South Yorkshire como a autoridade local com a maior incidência de obesidade em adultos (IMC maior que 30) acometendo 35,1%. Dados do mesmo estudo revelaram que Doncaster, South Yorkshire foi a autoridade local com o maior excesso de peso geral, com 74,8% dos adultos (16 anos ou mais) com IMC maior que 25. Em estudos anteriores da Public Health England com base em dados de 2012, Tamworth em Staffordshire foi identificada como a cidade mais gorda da Inglaterra, com uma taxa de obesidade de 30,7%.

## Causas
As causas citadas para as taxas crescentes de obesidade no Reino Unido são múltiplas e o grau de influência de qualquer um dos fatores costuma ser motivo de debate. A nível individual, acredita-se que uma combinação de ingestão excessiva de calorias e falta de atividade física explique a maioria dos casos de obesidade. Níveis reduzidos de atividade física devido ao aumento do uso de carros particulares, aos empregos em um escritório, ao declínio nas habilidades de cozinhar em casa e à disponibilidade imediata de alimentos processados ricos em açúcar, sal e gorduras saturadas são citados de várias maneiras como fatores contribuintes.

### Padrões de consumo de alimentos fora de casa

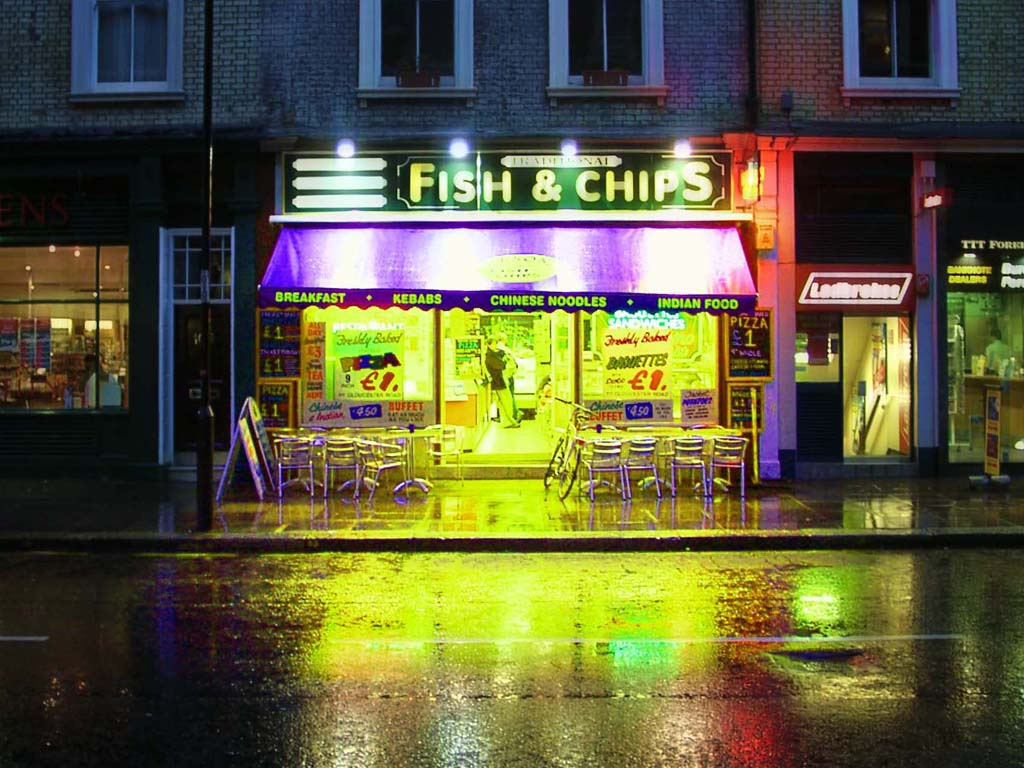
Uma loja de peixe com batatas fritas em Londres SW7.

A atenção da mídia dada a famosos chefs britânicos como Gordon Ramsay, Heston Blumenthal, Marco Pierre White e muitos outros, com programas de televisão e livros incentivando refeições caseiras, pode ter tido um impacto limitado de curto prazo no crescimento de redes de fast food, como McDonald's e Burger King.  Outros estabelecimentos de fast food, padarias de rua, e cadeias de cafeterias apesar de oferecerem bebidas quentes com níveis de açúcar acima de três vezes o limite diário recomendado, continuaram a se expandir rapidamente. Um estudo de 2015 da Universidade de Cambridge relatou que o número total de restaurantes take-away, incluindo frango frito, peixe com batatas fritas, pizza, kebab, lojas de take-away indianas e chinesas, aumentou 45% nos últimos 18 anos. Da mesma forma, a pipoca, embora seja um lanche saudável por si só, torna-se um lanche de alto teor calórico quando coberto com manteiga e vários outros aromas oferecidos pelos cinemas. Por exemplo, uma pipoca grande e doce no Cineworld tem 1.180 calorias. A popularidade do lanche para micro-ondas aumentou dramaticamente de 2011 a 2016, com vendas totais aumentando 169%.
O professor Jimmy Bell, especialista em obesidade do Imperial College London, afirmou que, ao contrário da crença popular, o povo do Reino Unido não se tornou mais ganancioso ou menos ativo nos últimos anos. Uma coisa que mudou é a comida que comem e, mais especificamente, a quantidade de açúcar que ingerem. “Estamos sendo bombardeados todos os dias pela indústria alimentícia para consumir cada vez mais alimentos. É uma guerra entre os nossos corpos e as demandas que nossos corpos fazem, e a acessibilidade a alimentos que a sociedade moderna nos dá".

## Efeitos
O excesso de peso ou a obesidade aumentam o risco de doenças, como diabetes tipo 2, hipertensão, doenças cardíacas, derrame cerebral e também algumas formas de câncer. No Reino Unido, a obesidade e um IMC de 30 a 35 reduzem, na média, a expectativa de vida em três anos, enquanto um IMC de mais de 40 reduz a longevidade em oito a dez anos.
De acordo com um relatório publicado pelo Commons Health Select Committee em novembro de 2015, o tratamento de condições médicas relacionadas à obesidade custa ao Serviço Nacional de Saúde (NHS) £ 5 bilhões por ano e tem um custo mais amplo para a economia de £ 27 bilhões. Um estudo publicado por dois pesquisadores da McKinsey no mesmo ano estimou custos para a economia do Reino Unido em £ 6 bilhões ($ 9,6 bilhões) anuais em custos médicos diretamente  relacionados ao excesso de peso ou obesidade e mais £ 10 bilhões em custos com tratamento de diabetes . O custo do tratamento da obesidade e diabetes no NHS é equivalente ao orçamento combinado do Reino Unido para os serviços de polícia e bombeiros, tribunais e prisões; 40 por cento dos gastos totais com educação; e cerca de 35% do orçamento de defesa do país.
A qualidade do esperma britânico foi afetada negativamente pela obesidade.

### Questões operacionais
Pessoas obesas muitas vezes precisam ser transportadas por bombeiros, pois ultrapassam a capacidade do serviço de ambulância. De janeiro de 2013 a maio de 2015, 5.565 bombeiros participaram de 1.866 "resgates bariátricos" no Reino Unido. Cada chamada custa cerca de £ 400. O Serviço Nacional de Saúde tem apenas uma capacidade limitada para examinar pessoas obesas, o que significa que os pacientes obesos geralmente precisam ser enviados a hospitais distantes para serem examinados. Hospitais na Escócia instalaram 41 geladeiras mortuárias de grandes dimensões entre 2013 e 2018 para lidar com corpos maiores.

## Combatendo a obesidade
Vários grupos, incluindo o governo e profissionais de saúde e alimentação, têm feito tentativas para enfatizar e abordar as causas e problemas crescentes da obesidade no Reino Unido.

### Refeições escolares
Em 2005, o chef britânico Jamie Oliver iniciou uma campanha para reduzir as escolhas alimentares não saudáveis nas escolas britânicas e para deixar as crianças mais entusiasmadas com a ingestão de alimentos nutritivos com menos calorias. Os esforços de Oliver para trazer uma mudança radical ao sistema de alimentação escolar, narrados na série Jamie's School Dinners, desafiou a cultura do junk food, mostrando às escolas que elas poderiam servir refeições saudáveis e econômicas que as crianças gostassem de comer. O governo britânico e o primeiro-ministro Tony Blair prometeram tomar medidas para melhorar as refeições escolares logo após o programa ir ao ar. O programa levou 271.677 pessoas a assinar uma petição online no site Feed Me Better, que foi entregue na rua Downing, 10 em 30 de março de 2005. Como resultado, o governo acrescentou £ 280 milhões extras ($ 316 milhões de dólares) para ajudar com o plano de alimentação escolar. Atualmente, alimentos fritos só podem ser servidos duas vezes por semana e refrigerantes não estão mais disponíveis. No entanto, não há limites para a quantidade de açúcar que pode ser consumida legalmente nas Normas Alimentares Escolares. O Departamento de Educação e Habilidades criou o, agora extinto, School Food Trust, uma iniciativa de £ 60 milhões para fornecer apoio e aconselhamento aos administradores escolares para melhorar o padrão da merenda escolar. A Sugarwise descobriu que algumas crianças têm excedido os limites de açúcar recomendados nas escolas e, em junho de 2019, introduziu um esquema de certificação para alimentação escolar.

### Recomendações de profissionais médicos
Em 2013, 220.000 médicos no Reino Unido se uniram para formar o que eles chamam de 'receita' para a epidemia de obesidade no Reino Unido. O relatório apresentou um plano de ação para atividades de campanhas futuras, estabelecendo 10 recomendações, para profissionais de saúde, governo local e nacional, indústria e escolas, as quais acredita-se que ajudarão a enfrentar a crise de obesidade do país.
Recomendações incluídas:
- Padrões de alimentos devem ser obrigatórios em todos os hospitais do Reino Unido
- A proibição de novos estabelecimentos de fast food localizados perto de escolas e faculdades
- Imposto sobre todos os refrigerantes açucarados, aumentando o preço em pelo menos 20%, a ser conduzido
- Rotulagem de alimentos com cores do semáforo para incluir informações de calorias para crianças e adolescentes - com * indicadores de calorias visíveis para restaurantes, especialmente lojas de fast food
- £ 100 milhões em cada um dos próximos três anos a serem gastos no aumento da oferta de serviços de controle de peso em todo o país
- Proibição da publicidade de alimentos ricos em gorduras saturadas, açúcar e sal antes das 21h
- Padrões obrigatórios baseados em alimentos e nutrientes já existentes na Inglaterra devem ser estatutários em escolas e academias gratuitas

Action on Sugar, uma instituição de caridade e lobby do Reino Unido,  foi formada em 2014 por um grupo de médicos especialistas preocupados com o açúcar e seu impacto na saúde. A pesquisa do grupo destacou a quantidade de açúcar adicionado contida tanto nos alimentos processados quanto nas bebidas vendidas por varejistas nacionais como Starbucks e Costa Coffee . Apesar disso, o imposto proposto sobre o açúcar visava diretamente as bebidas com alto teor de açúcar, especialmente os refrigerantes, que são populares entre os adolescentes. Os sucos de frutas puros e as bebidas à base de leite foram excluídos e os menores produtores estavam isentos do regime.

### Iniciativas governamentais
Em outubro de 2011, o primeiro-ministro britânico David Cameron disse a repórteres que seu governo poderia considerar um imposto sobre a gordura como parte da solução para o problema da obesidade no Reino Unido. Um Acordo de Responsabilidade de Saúde Pública foi posteriormente anunciado em 2012 com promessas voluntárias da indústria de alimentos e empresas locais para promover a alimentação saudável e a atividade física. O Acordo de Responsabilidade pela Saúde Pública foi aceito por membros da Food and Drink Federation e do Departamento de Saúde do Reino Unido, mas uma pesquisa publicada em 2015 pela London School of Hygiene &amp; Tropical Medicine questionou a eficácia do acordo voluntário. Iniciativas baseadas em políticas para melhorar a dieta alimentar, como estratégias de preços de alimentos, restrições à comercialização e redução da ingestão de açúcar, não fazem parte das promessas acordadas pela indústria de alimentos nos termos do Acordo de Responsabilidade pela Saúde Pública.

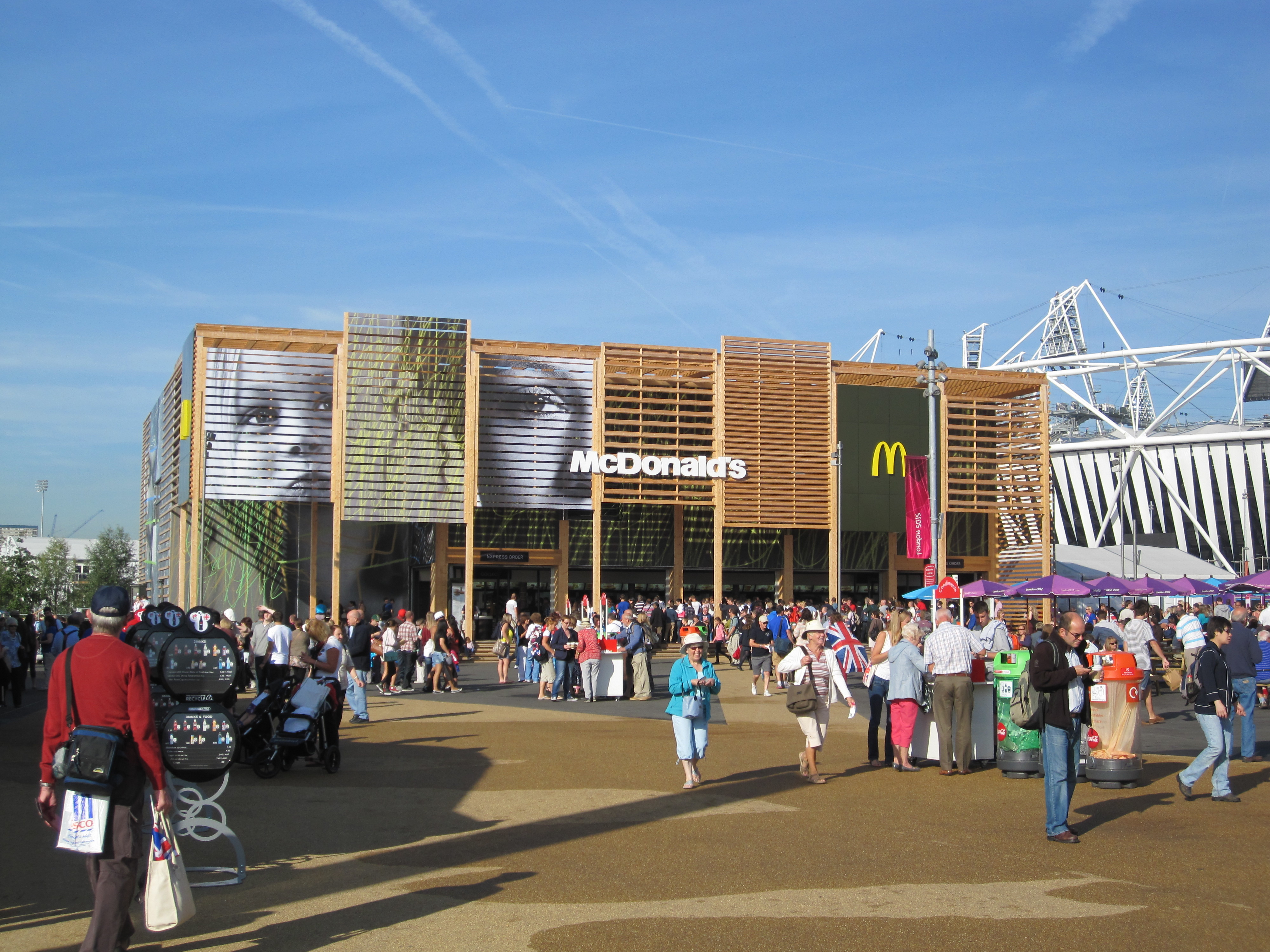
A maior lanchonete do mundo do McDonald's fotografada fora do Estádio Olímpico de Londres 2012

O governo fez esforços para usar os Jogos Olímpicos de Londres 2012 para ajudar a combater a obesidade e inspirar as pessoas a ter um estilo de vida ativo e saudável. O secretário de saúde Alan Johnson organizou Roadshows com tema olímpico e eventos de participação em massa, como corridas na cidade. Um subsídio de £ 30 milhões também foi emitido para construir ciclovias, parques infantis e encorajar as crianças a cortar lanches.
Como parte do legado de Londres 2012, o primeiro-ministro David Cameron também anunciou um aumento anual de £ 150 milhões ($ 227-USD) para incentivar o esporte escolar. O financiamento é "exclusivo", o que significa que só pode ser gasto em atividades esportivas, como clubes após as aulas, treinamento e programas esportivos dedicados. Levando críticas sobre mensagens confusas, os patrocinadores oficiais dos Jogos Olímpicos de Londres de 2012 incluíram McDonald's, Coca-Cola e Cadbury.
No orçamento do Reino Unido de 2016, o governo britânico anunciou a introdução de um imposto sobre o açúcar na indústria de refrigerantes, que entrou em vigor em abril de 2018. Os fabricantes de bebidas são tributados de acordo com o volume de bebidas adoçadas com açúcar que produzem ou importam. A medida irá gerar cerca de £ 520 milhões por ano em receitas fiscais adicionais a serem gastas na duplicação do financiamento existente para o esporte nas escolas primárias do Reino Unido.

## Distribuição geográfica da obesidade no Reino Unido
Em contraste com os Estados Unidos, indivíduos com sobrepeso e com obesidade no Reino Unido são mais prováveis de serem encontrados em ambientes urbanos. As estatísticas destacam que as áreas de baixa renda de Londres apresentam maiores taxas de obesidade infantil em comparação com outras partes do Reino Unido. Dados publicados em 2013, pelo Perfil de Pobreza de Londres, continham disparidades nas taxas de obesidade infantil entre Londres e o resto da Inglaterra, com 23% das crianças em Londres com idade entre 10 e 11 anos sendo obesas, acima da média inglesa. De acordo com dados de pesquisa do Health Survey for England, a proporção de crianças classificadas com sobrepeso e obesidade estava inversamente relacionada à renda familiar.

### Estatísticas regionais de sobrepeso e obesidade para a Inglaterra
Somente para a Inglaterra, a Public Health England publicou dados em maio de 2017 indicando que 63,8% dos adultos na Inglaterra têm um índice de massa corporal (IMC) de 25 ou mais, sendo a região com maior excesso de peso o Nordeste, onde 68% das pessoas estão acima do peso, seguido por West Midlands com 65,7%.
| Autoridade local | Condado         | Nível de pessoas com sobrepeso ou obesas ( IMC > 25) |
| ---------------- | --------------- | ---------------------------------------------------- |
| Copeland         | Cumbria         | 75,9%                                                |
| Doncaster        | South Yorkshire | 74,4%                                                |
| East Lindsey     | Lincolnshire    | 73,8%                                                |
| Ryedale          | North Yorkshire | 73,7%                                                |
| Sedgemoor        | Somerset        | 73,4%                                                |
| Gosport          | Hampshire       | 72,9%                                                |
| Castle Point     | Essex           | 72,8%                                                |
| Bolsover         | Derbyshire      | 72,5%                                                |
| Durham           | County Durham   | 72,5%                                                |
| Milton Keynes    | Buckinghamshire | 72,5%                                                |

## Comparação dentro da Europa
De acordo com o Global Burden of Disease Study publicado em 2013, o Reino Unido tinha proporcionalmente mais adultos obesos e com sobrepeso do que qualquer lugar na Europa Ocidental, com exceção da Islândia e Malta. Usando dados de 1980 a 2013, no Reino Unido, 66,6% dos homens e 52,7% das mulheres estavam com sobrepeso ou obesidade. Os números para Malta foram 74,0% dos homens e 57,8% das mulheres e para a Islândia 73,6% dos homens e 60,9% das mulheres, respectivamente.
O Reino Unido teve a quinta maior taxa de obesidade na Europa em 2015. 24,9% da população adulta tinha um índice de massa corporal de 30 ou mais. Em 2016, de acordo com a Organização para Cooperação e Desenvolvimento Econômico, quase 27% dos adultos no Reino Unido eram obesos, a maior proporção na Europa Ocidental e um aumento de 92% desde 1996.
| País        | Peso médio | IMC | Ingestão Diária de Calorias | Fonte  |
| ----------- | ---------- | --- | --------------------------- | ------ |
| Reino Unido | 81 kg      | 29  | 2.200                       | [ 51 ] |
| Itália      | 75 kg      | 26  | 2.100                       | [ 51 ] |
| França      | 68 kg      | 24  | 2.200                       | [ 51 ] |
| Alemanha    | 73 kg      | 26  | 2.400                       | [ 51 ] |